# Футбольний союз Сербії
Футбольний союз Сербії (серб. Фудбалски савез Србије) — організація, що здійснює контроль й управління футболом у Сербії. Заснована 1919 року. Член ФІФА з 1921 року й УЄФА з 1954 року. Є правонаступником Футбольного союзу Югославії. 
Офіс розташований в Белграді. Під егідою Футбольного союзу Сербії проводяться змагання в Суперлізі, Першій лізі, Сербській лізі, Кубку Сербії. Союз організовує діяльність й управління національними збірними з футболу, в їх число входить також і головна збірна країни.